# ローベルト・ゲルヴァルト
ローベルト・ゲルヴァルト（Robert Gerwarth、1976年2月12日 - ）はドイツの歴史家、およびヨーロッパ史、とりわけドイツ近代史を専門にする著述家である。
オックスフォード大学でブリティッシュ アカデミー ポスドク フェローシップを修了し同大学でイギリス学士院の博士研究員を修了。以来、プリンストン大学、ハーバード大学、NIOD（アムステルダム）、西オーストラリア大学高等研究所でフェローシップを受ける。
現在、アイルランドのユニバーシティ・カレッジ・ダブリン（UCD）で教鞭をとる。

## 経歴
ベルリン生まれ。2000年、ベルリン・フンボルト大学で歴史と政治学の修士号を取得。オックスフォード大学で博士課程に在籍中、2年間、ヨーロッパ現代史の講師を務めることになった。その後、イギリス学士院の博士研究員として勤務。2003年、オックスフォード大学から哲学博士号を授与された。現在、ユニバーシティ・カレッジ・ダブリンの戦争研究センター長であり、歴史学部長（任期は3年、2017年より就任）も務めた。2008年、アイルランドのテレビでホロコースト否定派のデイヴィッド・アーヴィングと討論した。
ゲルヴァルトは『Hitler's Hangman: The Life of Heydrich』（ヒトラーの絞首刑人）でラインハルト・ハイドリヒに関する徹底的な調査を行い、その成果を高く評価されている。
ハイドリヒは、虐殺を行ったことの証拠を書類として残していなかったため、ゲルヴァルトは、米国やアイルランドの公文書館やその他の資料を丹念に調べ、その本質を明らかにしたことが評価されている。また、ハイドリヒがユダヤ人ではないこと、ナチス党員としては比較的後発であったことなど、ハイドリヒに関するいくつかの神話を払拭したことが評価されている。
ゲルヴァルトのその他の研究業績は、『The Journal of Modern History』、『Past & Present』、『Geschichte & Gesellschaft』、『Vingtième Siècle』などの国際的な学術誌で広く紹介されている。第一次世界大戦100周年記念に出版されるオックスフォード大学出版局の研究書シリーズ「The Greater War, 1912-23」のシリーズ編者を務めている。

## 生い立ちと家族
ゲルヴァルトは、冷戦末期のドイツ・ベルリンで育ち、13歳のとき、ベルリンの壁崩壊を目の当たりにした。歴史的な都市に住んでいたことが、ヨーロッパの歴史に興味を持つきっかけになったという。「この道に進んだことに後悔はない。歴史家であることが好きなのだ」と語る。趣味はスキー、ボート、そして読書。現在、妻と2人の息子と一緒にアイルランドに住んでいる。

## 著作
- November 1918: The German Revolution. Oxford University Press. (2020). ISBN 978-0-199-54647-3
  - 邦訳：『史上最大の革命1918年11月、ヴァイマル民主政の幕開け』みすず書房、2020年。ISBN 978-4-622-08952-0。
- The Vanquished: Why the First World War Failed to End, 1917–1923. London: Allen Lane. (2016). ISBN 9781846148118
- Hitler's Hangman: The Life of Heydrich. New Haven, CT: Yale University Press. (2011). ISBN 978-0-300-11575-8
- The Bismarck Myth. Oxford: Oxford University Press. (2005). ISBN 978-0-19-928184-8

## 編纂・共著
- Empires at War: 1911-1923. Oxford: Oxford University Press. 2014.
- War in Peace: Paramilitary Violence in Europe After the Great War. Oxford University Press, 2013.(with John Horne)
- Political Violence in Twentieth-Century Europe. Cambridge: Cambridge University Press. (2011). ISBN 978-0521182041 (with D. Bloxham)
- Twisted Paths: Europe 1914–1945. Oxford: Oxford University Press. (2007). ISBN 978-0199281855
- Wilhelmine Germany and Edwardian Britain. Oxford: Oxford University Press. (2008) (with D. Geppert)
- Terrorism in Twentieth-Century Europe. London: University Press. (2007) (with H.G. Haupt)
- Constitutions: Civility and Violent Collapse in Europe. Munich: University Press. (2008) (with J. Harris and H. Nehring)